# Susz (Rosja)
Susz (ros. Суш) – wieś w Rosji, w Tuwie, w kożuunie uług-chiemskim. W 2010 liczyła 494 mieszkańców.